# Ulfsparre
Ulfsparre af Broxvik är en uradlig frälseätt vars äldste kände stamfader Påvel Tuvesson endast är nämnd vid ett enda tillfälle 1467 den sjunde dagen efter Sankt Mårtens dag - i Söderköping, Östergötland. Det nämns att han gav sin hustru som morgongåva "halfft annat hundrat svenska." Hans hustru var Elin Ragvaldsdotter (Fargalt) belagd 1463-1506.
Deras son var häradshövdingen i Norra Vedbo härad i Norra Småland Måns Påfvelsson, som levde under slutet av 1400-talet och början av 1500-talet och var gift med Elin Larsdotter (Bölja från Västbo). Hans son Erik Månsson antog Ulfsparre-namnet och dennes sonsöner Erik Månsson Ulfsparre och Peder Göransson Ulfsparre, introducerades 1625 på Riddarhuset under nummer 9.
En annan gren, Ulfsparre till Hjortö, härstammade från Hjorted i Hjorteds socken och Gursten i Lofta socken, båda i Kalmar län, och kallades därför Hjortösläkten när den introducerades 1625 på nummer 112.
Hjortösläkten eller Ulfsparre till Hjortö utdog 1632; friherrliga ätten Ulfsparre af Broxvik nr 37, upphöjdes till friherrlig 1653, men utdog 1820; friherrliga ätten Ulfsparre nr 367, friherrlig 1817, utdog på svärdssidan 1865. Adliga ätten Ulfsparre af Broxvik nr 9 vilken introducerades 1625 fortlever. 
Vapen: samtliga grenar av ätten Ulfsparre har fört ett vapen med sparre över blad i blått fält.

## Ulfsparre av Broxvik
En ättemedlem riksrådet Åke Ulfsparre, favorit hos drottning Kristina, upphöjdes – liksom sin farbroders sonson, landshövdingen, överste Göran Ulfsparre – i friherrligt stånd 1654 under nr 37 på Riddarhuset, ätten numera utdöd.
Fabian Ulfsparre var landshövding i Södermanlands län 1806–1815.
Adliga ätten Ulfsparre af Broxvik nr 9 fortlever.

### Ulfsparre, friherrlig ätt 367
Generalmajoren Erik Georg Ulfsparre son till Göran Måns av Broxvik upphöjdes i friherrligt stånd enligt 37 § 1809 års regeringsform, innebärande att endast huvudmannen innehar friherrlig värdighet, den 4 juli 1817 på Stockholms slott av Karl XIII, men friherrebrevet underskrevs av Karl XIV Johan, och introducerades 1818 med namnet Ulfsparre under nr 367. Erik Georg Ulfsparre slöt sin ätt den 17 april 1865.

## Personer med efternamnet Ulfsparre

### Alfabetiskt ordnade
- Anna Christina Ulfsparre (1933–2010), historiker, arkivarie och professor
- Carl Ulfsparre (omkring 1670–1709), militär
- Carl Gustaf Ulfsparre (1780–1852), kammarherre, målare och tecknare
- Claes Ulfsparre af Broxvik (1634–1683), kammarherre
- Erik Ulfsparre af Broxvik (död 1633), häradshövding
- Eric Georg Ulfsparre (1776–1865), militär
- Erik Ulfsparre af Broxvik (död 1633), häradshövding
- Erik Ulfsparre af Broxvik (död 1712), militär
- Erik Jöransson Ulfsparre (1577–1631), hovman och ämbetsman
- Erik Månsson Ulfsparre (död 1564), häradshövding och ståthållare
- Fabian Ulfsparre (1767–1842), ämbetsman
- Georg Ulfsparre af Broxvik (1790–1866), ämbetsman och memoarförfattare
- Gustaf Ulfsparre (1819–1907) kammarherre och riksdagsman
- Gustaf Ulfsparre (1634–1710), militär
- Göran Eriksson (Ulfsparre) (1544–1612), ämbetsman
- Göran Eriksson Ulfsparre (1617–1656), friherre och militär
- Göran Ulfsparre (omkring 1635–1700), militär
- Hans Ulfsparre (omkring 1632–1688), godägare och militär
- Hans Eriksson (Ulfsparre) (mitten av 1500-talet–1616), riksråd
- Hedvig Ulfsparre (1877–1963), husfru, samlare och donator
- Johan Ulfsparre (slutet av 1500-talet- före 1655), rikstygmästare och ståthållare
- John Ulfsparre (1872–1953), militär
- Måns Eriksson Ulfsparre (död 1595), ståthållare
- Otto Ulfsparre (1794–1889), militär
- Patrik Ulfsparre (född 1966), fotbollsspelare
- Sigge Ulfsparre (1788–1864). militär, målare och tecknare
- Sigge Bogislaus Ulfsparre (1828–1892), militär, skulptör, målare och tecknare
- Åke Ulfsparre (1597–1657), friherre, militär och riksråd

### Ungefärligt kronologiskt ordnade
- Måns Eriksson Ulfsparre (död 1595), ståthållare
- Göran Eriksson (Ulfsparre) (1544–1612), ämbetsman
- Hans Eriksson (Ulfsparre) (mitten av 1500-talet–1616), riksråd
- Johan Ulfsparre (slutet av 1500-talet- före 1655), rikstygmästare och ståthållare
- Erik Månsson Ulfsparre (död 1564), häradshövding och ståthållare
- Erik Jöransson Ulfsparre (1577–1631), hovman och ämbetsman
- Erik Ulfsparre af Broxvik (död 1633), häradshövding
- Åke Ulfsparre (1597–1657), friherre, militär och riksråd
- Göran Eriksson Ulfsparre (1617–1656), friherre och militär
- Hans Ulfsparre (omkring 1632–1688), godägare och militär
- Claes Ulfsparre af Broxvik (1634–1683), kammarherre
- Göran Ulfsparre (omkring 1635–1700), militär
- Gustaf Ulfsparre (1634–1710), militär
- Carl Ulfsparre (omkring 1670–1709), militär
- Erik Ulfsparre af Broxvik (död 1712), militär
- Fabian Ulfsparre (1767–1842), ämbetsman
- Eric Georg Ulfsparre (1776–1865), militär
- Carl Gustaf Ulfsparre (1780–1852), kammarherre, målare och tecknare
- Sigge Ulfsparre (1788–1864). militär, målare och tecknare
- Georg Ulfsparre af Broxvik (1790–1866), ämbetsman och memoarförfattare
- Otto Ulfsparre (1794–1889), militär
- Gustaf Ulfsparre (1819–1907) kammarherre och riksdagsman
- Sigge Bogislaus Ulfsparre (1828–1892), militär, skulptör, målare och tecknare
- John Ulfsparre (1872–1953), militär
- Hedvig Ulfsparre (1877–1963), husfru, samlare och donator
- Anna Christina Ulfsparre (1933–2010), historiker, arkivarie och professor
- Patrik Ulfsparre (född 1966), fotbollsspelare